# Pristimantis cuneirostris
Pristimantis cuneirostris es una especie de anfibio anuro de la familia Craugastoridae.

## Distribución
Esta especie es endémica de la provincia de Bagua en la región Amazonas de Perú. Habita a una altitud de aproximadamente 1700 m en la vertiente occidental de la Cordillera de Colán.

## Descripción
Las hembras miden 29.1 mm.

## Publicación original
- Duellman & Pramuk, 1999 : Frogs of the genus Eleutherodactylus (Anura: Leptodactylidae) in the Andes of northern Peru. Scientific Papers Natural History Museum the University of Kansas, vol. 13, p. 1-78[5]